# Carlos Herrera
Carlos Herrera, född 26 oktober 1856, död 3 juli 1930, var en guatemalansk politiker. Han var Guatemalas president mellan 1920 och 1921.